# Transports en commun de Valenciennes
Les Transports en commun de Valenciennes, opérés sous le nom Transvilles, desservent un territoire composé des communautés d'agglomération de Valenciennes Métropole et de la Porte du Hainaut. L'autorité organisatrice de la mobilité est le Syndicat intercommunal de mobilité et d'organisation urbaine du Valenciennois (SIMOUV) regroupant les deux intercommunalités précitées soit 630 km2 et 81 communes. Le réseau est constitué de deux lignes de tramway et d'un réseau d'autobus.
Le SIMOUV confie l'exploitation et la maintenance de son réseau à une entreprise privée, dans le cadre d'une délégation de service public. Depuis le 1er janvier 2023, le délégataire est Keolis Hainaut Valenciennois (KHV), filiale de Keolis.

## Histoire
Le 4 mars 1976 est créé par arrêté préfectoral le Syndicat intercommunal pour les transports urbains de la région de Valenciennes (SITURV), qui regroupe alors 28 communes de l'arrondissement de Valenciennes, en vue de développer et d'organiser les transports en commun sur le territoire des communes adhérentes, en remplacement des anciennes concessions communales dont disposaient les Chemins de fer économiques du Nord (CEN), exploitants historiques de l'ancien tramway de Valenciennes et du réseau d'autobus qui lui avait succédé.
Le 31 décembre 1978, fin de l'exploitation du réseau par les CEN. La SEMURVAL, société d'économie mixte, détenue majoritairement par le Syndicat intercommunal, est créée.
En 2005, à l'approche de l'inauguration du tramway de Valenciennes, la Semurval devient Transvilles.
En 2006, l'exploitation de Transvilles est déléguée à Transdev.
En 2010, la nouvelle délégation de service public de Transvilles est confiée au groupe Veolia Transport, et la Semurval laisse place à Veolia Transport Valenciennes.
Le 26 août 2010, le réseau est intégralement restructuré par le nouvel exploitant.
Entre 2010 et 2015, l'exploitant était Transports urbains du Valenciennois, anciennement Veolia Transport Valenciennes, filiale du groupe Transdev et anciennement Veolia Transdev, le changement de délégataire ayant eu lieu avant la fusion entre Veolia Transport et Transdev, qui a succédé à la SEMURVAL, filiale du groupe Transdev.
En 2014, le SIMOUV prépare la fin du partenariat avec Transdev (issu de la fusion entre Transdev et Veolia Transport) que l'autorité organisatrice ne souhaite pas renouveler. RATP Dev, via sa filiale nommée Compagnie des Transports du Valenciennois et du Hainaut, est désigné pour remplacer Transdev et la Société Transports Urbains du Valenciennois. Le partenariat débute le 1er janvier 2015 pour une durée de 8 ans. Le 1er janvier 2023, Keolis succède à RATP Dev.

### Restructuration du réseau par Keolis en 2024
Le 8 juillet 2024, le réseau de bus est restructuré, conformément aux propositions de Keolis et dans le cadre du marché public lancé par le SIMOUV le 1er janvier 2023. Le nouveau réseau est structuré de la manière suivante:
- La création de deux lignes structurantes dites "Lianes", reliant les principaux pôles de l'agglomération valenciennoise et complétant le tramway de Valenciennes : la Liane 1 relie le centre commercial de Petite-Forêt à Marly Autoroute et, dans une moindre mesure, le Château d'Eau de Saultain, via la gare de Valenciennes. La Liane 2 relie la station "Saint-Waast" de la ligne T1 du tramway de Valenciennes à l'ancienne mairie de Crespin, ainsi que l'arrêt "Les 4 Chasses" à Onnaing et, en heure de pointe, la commune de Quiévrain et sa gare en Belgique. Elle assure des correspondances avec la ligne T1 du tramway de Valenciennes. Ces deux lignes fonctionnent tous les jours de la semaine (sauf le 1er mai) avec 1 passage toutes les 12 à 15 minutes, en période scolaire et de vacances scolaires.
- La création des lignes dites "Essentielles" : la ligne 3 relie l'Hôtel de Ville de Condé-sur-l'Escaut au Mont de Péruwelz à Vieux-Condé. La ligne 4 est une ligne à branches reliant le Collège Emile Littré de Douchy-les-Mines à l'arrêt "Roquebrune" situé à Rœulx et l'arrêt "Maroc" situé à Escaudain. La ligne 5 relie la gare de Valenciennes à la Place de Bruay-sur-l'Escaut. La ligne Corol est une ligne à boucle bidirectionnelle, reliant le centre commercial de Petite-Forêt aux communes d'Aubry-du-Hainaut, Valenciennes (desservant au passage son hôpital), Anzin, Beuvrages et Raismes. La circulaire A de la ligne Corol partira du centre commercial de Petite-Forêt en passant par Aubry-du-Hainaut, et la circulaire B passera par Beuvrages. Ces lignes fonctionnent tous les jours de la semaine (sauf le 1er mai) avec 1 passage toutes les 20 à 30 minutes, en période scolaire et de vacances scolaires.
- La création des lignes dites "Régulières" : numérotées de 10 à 20, ces lignes relient les communes éloignées aux principaux pôles de l'agglomération (gares, centres commerciaux...) ainsi qu'aux lignes structurantes (Tramway et Lianes), avec 1 passage toutes les 30 à 60 minutes tous les jours de la semaine (sauf le 1er mai), en période scolaire et de vacances scolaires.
- La création des lignes dites "Locales" : numérotées de 100 à 134 (avec des trous dans la numérotation), elles fonctionnent du Lundi au Samedi à raison de quelques courses par jour, en période scolaire uniquement.
- 5 Navettes de centre-ville gratuites voient le jour : trois navettes numérotées C1 à C3 (C pour "Le Cordon") desservent le centre-ville de Valenciennes, une navette nommée "Amanditour" dessert les principaux centres d'intérêts de Saint-Amand-les-Eaux, et une navette nommée "Villars Express" dessert les principaux centres d'intérêts de Denain, assurant au passage des correspondances avec la ligne T1 de Valenciennes aux stations "Espace Villars", "Jaurès" et "Place Gambetta".
- 2 Lignes Express voient également le jour : la ligne Illigo 1 relie l'Espace Villars de Denain à l'Université de Famars via la commune de Maing. La ligne Illigo 2 relie la gare de Valenciennes à la mairie de Hergnies via Condé-sur-l'Escaut et Viaux-Condé, en assurant une correspondance avec la ligne T2 du tramway de Valenciennes à la station "Le Boulon". Ces deux lignes ne circulent que pendant la période scolaire (sauf le 1er mai), c'est-à-dire de septembre à juin.
- 3 Navettes entreprises voient aussi le jour : la ligne A part de la station "Le Galibot" du T1 en desservant les entreprises de la zone d'activités de l'Aérodrome du Galibot à Rouvignies. La ligne G relie la gare de Saint-Amand-les-Eaux à l'entreprise GSK. La ligne H relie la station "Saint-Waast" de la ligne T1 du tramway au Centre Hospitalier de Valenciennes.

Concomitamment à cette restructuration du réseau, un service de transport à la demande nommé "flexTAD" est créé. Ce service permet de réserver un trajet de 3 semaines jusqu'à 30 minutes avant l'heure de départ souhaitée, au départ d'un arrêt défini à cet effet, afin de ce rendre à un autre de manière directe. Ce service fonctionne du Lundi au Samedi, de 6h30 à 20h30 (sauf les jours fériés). La réservation peut se faire sur l'application mobile "flex By Transvilles". Enfin, 8 zones de transports à la demande ont été créées, réparties sur 67 communes.
De plus, un autre service de transport à la demande spécialement conçu pour les salariés et leurs déplacements professionnels a été créé, nommé "flexPRO". Celui-ci fonctionne du lundi au vendredi (hors jours fériés et 1er mai) de 6h30 à 20h30 et jusque 21h30 dans la zone d’activité de la Vallée de l’Escaut. Ce service est séparé en 6 zones, toutes desservant différentes zones d'activités.
Un service nommé "flexO" a également été créé. Celui-ci est un service de transport sans réservation fonctionnant du Lundi au Samedi toute l’année (hors jours fériés et 1er mai) de 21h30 à 00h30, permettant de rejoindre depuis les quatre zones de départ situées à Condé-sur-l’Escaut, Denain, Saint-Amand-les-Eaux et Valenciennes. Les quatre zones de départs desservent 6 zones, de la Zone A à la Zone F.
Enfin, un service de transport collectif en circuits sur réservation destiné aux personnes présentant des handicaps moteurs ou visuels nommé "flexSésame" est créé. Celui-ci est disponible sur 82 communes, et fonctionne du Lundi au Samedi de 6h00 à 21h00, et le Dimanche de 8h00 à 20h00 (sauf le 1er mai).

## Le réseau

### Tramway
Depuis le 3 juillet 2006, le tramway dessert à nouveau Valenciennes quarante ans après la suppression de l'ancien réseau. Une seconde ligne est mise en service le 24 février 2014.

### Autobus
Le réseau d'autobus de Valenciennes est constitué de deux lignes structurantes nommées "Lianes", cinq lignes "essentielles", onze lignes "régulières", quinze lignes "locales", cinq navettes de centre-ville, deux lignes Express nommées "Illigo" et trois navettes entreprises.

## Dépôts
Le réseau Transvilles dispose de trois dépôts :

### Dépôt deSaint-Saulve

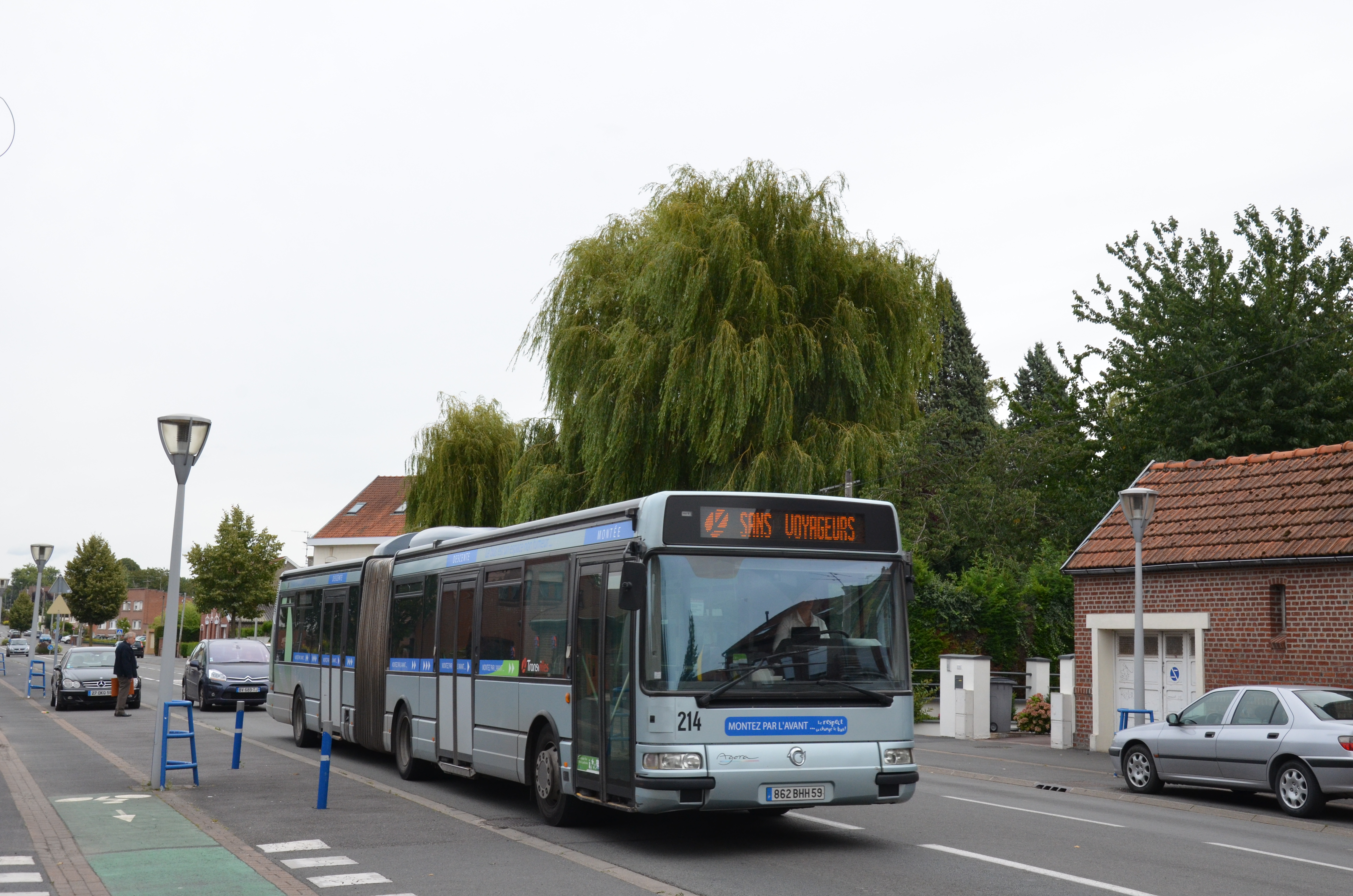
Irisbus Agora L rentrant au dépôt de Saint-Saulve.

Bâti en 1976 c'est aujourd’hui le plus ancien dépôt.
Il abrite aujourd'hui :
- le siège social de l'exploitant
- un remisage bus
- une station-service bus
- un atelier bus
- une station de compression pour le gaz naturel

### Dépôt deSaint-Waast

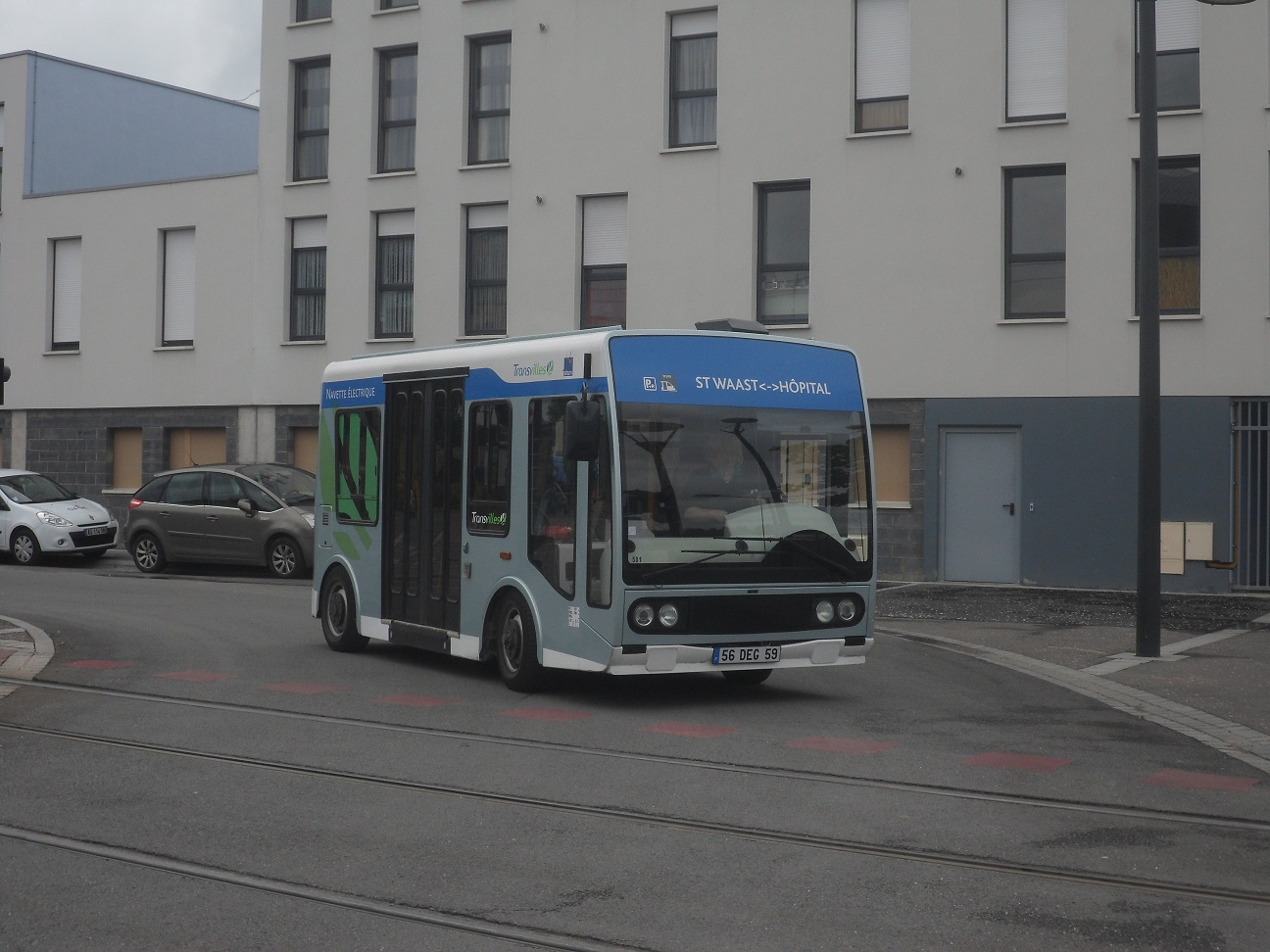
Gépébus Oréos 22 près du dépôt de Saint-Waast.

Le plus récent construit, il fut bâti lors de la construction du Tramway.
Il abrite aujourd'hui :
- un bâtiment administratif
- le poste de commandes centralisées (PCC), d'où est régulé à distance l'ensemble du réseau bus et tramway
- un remisage bus
- une station-service bus
- un atelier bus
- un remisage tram
- un atelier tramway

### Dépôt deDenain
Il abrite aujourd'hui :
- un remisage bus
- une station-service bus
- un atelier bus